# Notarius kessleri
Notarius kessleri és una espècie de peix de la família dels àrids i de l'ordre dels siluriformes.

## Morfologia
Els mascles poden assolir els 45 cm de llargària total.

## Distribució geogràfica
Es troba a la costa pacífica de Mèxic, Costa Rica i Panamà.